# 山田玛利亚
山田玛利亚（日语： 假名：やまだ まりや 罗马字：Yamada Mariya 1980年3月5日─ ），為日本的女演员，是電視演員、水着女優與雜誌模特兒，以34C上圍與同期出道同樣以豐滿上圍聞名的小池榮子、優香齊名之頂級水着女優。山田為舊姓，本名為草野玛利亚（草野 まりや くさの まりや），因嫁給舞台劇演員草野徹而入姓草野。
出身于日本爱知县名古屋市中村区，在东京都足立区成长，於丰南高等学校畢業。血型A型。

## 簡介
1996年，以16歲的年紀出道。同年獲得了第一屆青年小姐雜誌大獎，被選為富士電視台年度視覺女王，並以寫真偶像的身份活躍。有一段時間，以「久田玛利亚」的名義活動。
由於性格擅長活潑好奇，帶有犀利的吐槽和不磨人的言論，還擅長解讀現場氣氛，所以活躍在很多綜藝節目中。另一方面，他也在《超人力霸王帝納》、《鈴蘭》等電視劇中作為女演員活躍在舞台上。在1997年到1998年間，山田曾被列在《蠟筆小新》的主角野原新之助的最愛偶像名單中。
此後曾在《每日週日》撰寫《瑪麗亞法則》，並被每日新聞社編成書籍。這個系列涉及時事和政治，並曾與菅直人交談過。它後來被用作選舉公告中海報的模型。
當前，他擁有美容食品糖果專業人士、食品大師、藥膳導師、中醫生活顧問、長壽治療師、PADI潛水師等多項資格。擔任青森縣深浦町觀光大使。
2008年1月，山田玛利亚與舞台劇演員草野徹結婚。並在官方博客上宣布本名改為草野瑪麗亞，並在2012年12月29日生下長子，長子目前以草野崇徳的名義作為兒童演員活躍。

## 演出作品

### 電視劇
- 《月亮螺旋》（1996年 日本放送）
- 《人生之时》（1997年1月TBS ）
- 《超人帝拿》（1997年9月6日 - 1998年8月29日，MBS、TBS電視台） - 綠川舞
- 《女主播霞凉子》（1999年1月，EX ）
- 《铃兰》（1999年4月 NHK G）- 池田しの
- 《金田一少年之事件簿ⅡSP》（2001年1月期，NTV ）
- 《金田一少年之事件簿》（2001年7月期 NTV） - 残間さとみ
- 《七人女律师》（2008年4月，EX 	） - 加藤佳恵
- 《鎌仓河岸捕物控》 （2010年4月，NHK） -  お玉 役
- 《都市傳說之女》最終話（2012年4月 EX ）  - 目白悦子 役
- 《高桥留美子剧场》（2012年7月，NHK BS Premium） - 海野ナツコ
- 《歌舞伎町弁護人 凛花》（2019年4月13日、20日、BSテレ東）- 好美 役[7]

### 電影
- 超人力霸王系列
  - 《超人力霸王帝納:光之星的戰士》（1998年） - 綠川舞
  - 《迪迦奥特曼：最终圣战》（2000年） - 綠川舞
  - 《梦比优斯奥特曼&奥特兄弟》（2006年） 飾 市長秘書綠川
- 《不食の時代 〜愛と慈悲の少食〜》（2010年） - 森美智代 役
- 《ガキ☆ロック》（2014年）